# Pararondibilis sikkimensis
Pararondibilis sikkimensis là một loài bọ cánh cứng trong họ Cerambycidae.